# Poul Graae
Poul Gomme Graae (20 tháng 10 năm 1899 - 10 tháng 8 năm 1976) là một cố cầu thủ và nhà báo người Đan Mạch.

## Sự nghiệp
Graae đã chơi ở vị trí thủ môn cho các câu lạc bộ AGF và Kjøbenhavns Boldklub, giành chức vô địch Đan Mạch trong những năm 1922 và 1925. Ông được gọi lên đội tuyển bóng đá quốc gia Đan Mạch năm lần từ trận ra mắt vào tháng 10 năm 1920 đến tháng 9 năm 1925. Graae được chọn vào đội tuyển Đan Mạch tham gia Thế vận hội mùa hè 1920, nhưng chỉ được ngồi ở băng ghế dự bị như một phương án thay thế cho Sophus Hansen.
Ông là tổng biên tập của tờ Politiken từ năm 1941 đến năm 1959.